# Przegląd Zachodni
Przegląd Zachodni – interdyscyplinarne czasopismo naukowe Instytutu Zachodniego wydawane od lipca 1945. Wykazy tekstów wydano jako tomy "Bibliografia zawartości Przeglądu Zachodniego". Obecny nakład to 500 egz.